# Tunisie Télécom
Tunisie Télécom (arabe : اتصالات تونس) est le nom commercial de l'opérateur historique de télécommunications en Tunisie.

## Histoire
La loi portant création de l'Office national des télécommunications, dont le nom commercial est Tunisie Télécom, est promulguée le 17 avril 1995 et entre en vigueur le 1er janvier 1996.
Tunisie Télécom met en place, exploite et commercialise le premier réseau GSM en Mauritanie (Mattel) à partir de mai 2000. Elle conclut également une convention de coopération technique avec Djibouti Télécom pour le développement de ses réseaux de télécommunications.
Devenu société anonyme de droit public fin 2002, il change de statut juridique, par un décret du 5 avril 2004, pour devenir une société anonyme dénommée « Tunisie Télécom ». Elle connaît une privatisation partielle en juillet 2006 avec l'entrée dans son capital, à hauteur de 35 %, du fonds d'investissement émirati EIT (Emirates International Telecommunications), appartenant à Dubai Holding (en).
À partir de 2008, Tunisie Télécom offre la possibilité aux détenteurs de cartes bancaires nationales d'alimenter le solde de leurs lignes prépayées via les distributeurs automatiques de billets de l'Arab Tunisian Bank (service Mobilink).
Le 21 mars 2009, Tunisie Télécom lance une nouvelle marque, Elissa, avec des offres spécifiquement conçues pour les jeunes de moins de 25 ans ; elle devient accessible à tous sans limite d'âge dès le 10 mars 2012.
Au printemps 2011, à la suite de la révolution tunisienne, la société est secouée par un important conflit social entre les représentants de l'Union générale tunisienne du travail (UGTT) et ceux de son actionnaire émirati au sujet du sort d'une soixantaine de contractuels représentant 3,5 % de la masse salariale ; il est marqué par des grèves et sit-in affectant le bon fonctionnement de l'opérateur,. Il s'achève avec la fin de ces contrats de travail, à l'exception de dix contractuels gardant leurs fonctions.
En septembre 2012, le président-directeur général (PDG) Ali Ghodhbani prend sa retraite et se voit remplacé par Mokhtar Mnakri, ancien PDG de la filiale d'Alcatel.
En 2014, Salah Jarraya est nommé PDG en remplacement de Mnakri dont le mandat arrivait à son terme.
En juin de la même année, les salariés entament un mouvement social afin d'obtenir une augmentation de salaire et revendiquer l'application des accords signés en février 2011. Ils se rassemblent autour de l'UGTT et mènent de nombreux arrêts de travail jusqu'à ce qu'ils obtiennent gain de cause en mai 2015. À la suite de ces mouvements sociaux et grèves, Jarraya donne sa démission le Modèle:Dat. Le 12 août, Nizar Bouguila est nommé PDG.
Le 15 mars 2016, Tunisie Télécom lance sa nouvelle identité visuelle baptisée « La vie est émotions », avec un nouveau logo. En août, Tunisie Télécom finalise l'achat de 65,4 % de la totalité du capital de GO.
Bouguila est remplacé le 19 septembre 2017 par Mohamed Fadhel Kraiem,. Le 7 novembre, Tunisie Télécom signe avec le ministère des Technologies de l'information et de l'Économie numérique, un contrat de cinq ans portant sur la couverture des zones blanches par les services de télécommunications en haut débit.
Le 13 décembre 2017, le fonds d'investissement émirati Abraaj Capital (en) annonce avoir conclu la veille un accord pour le rachat définitif de la participation de 35 % d'EIT. Cependant, la faillite du fonds annule l'opération.
Mohamed Fadhel Kraiem est remplacé le 14 avril 2020 par Samir Saïed à la suite de son entrée au gouvernement. Le 12 octobre 2021, le conseil d'administration décide de nommer Syrine Tlili pour diriger provisoirement l'entreprise à la suite de l'entrée de Saïed au gouvernement. Le 7 avril 2022, le directeur central technique de l'opérateur, Lassâad Ben Dhiab, est nommé au poste de PDG.

## Activités
Tunisie Télécom propose des services dans le domaine des télécommunications fixes et mobiles. En juin 2006, il est fort de 1 259 000 abonnés au réseau fixe (RTCP), dont il détient le monopole, et de 3 265 000 abonnés au réseau GSM, la première ligne ayant été inaugurée le 20 mars 1998. Avec une part de marché de 35,4 % en décembre 2014) sur le marché de la téléphonie mobile, Tunisie Télécom est le second plus gros opérateur mobile du pays, derrière Ooredoo, leader avec 45,7 % de part de marché. L'opérateur historique affiche en 2014 un taux de croissance mensuel moyen de 4,2 %, ce qui lui a permis de franchir la barre des cinq millions d'abonnements.

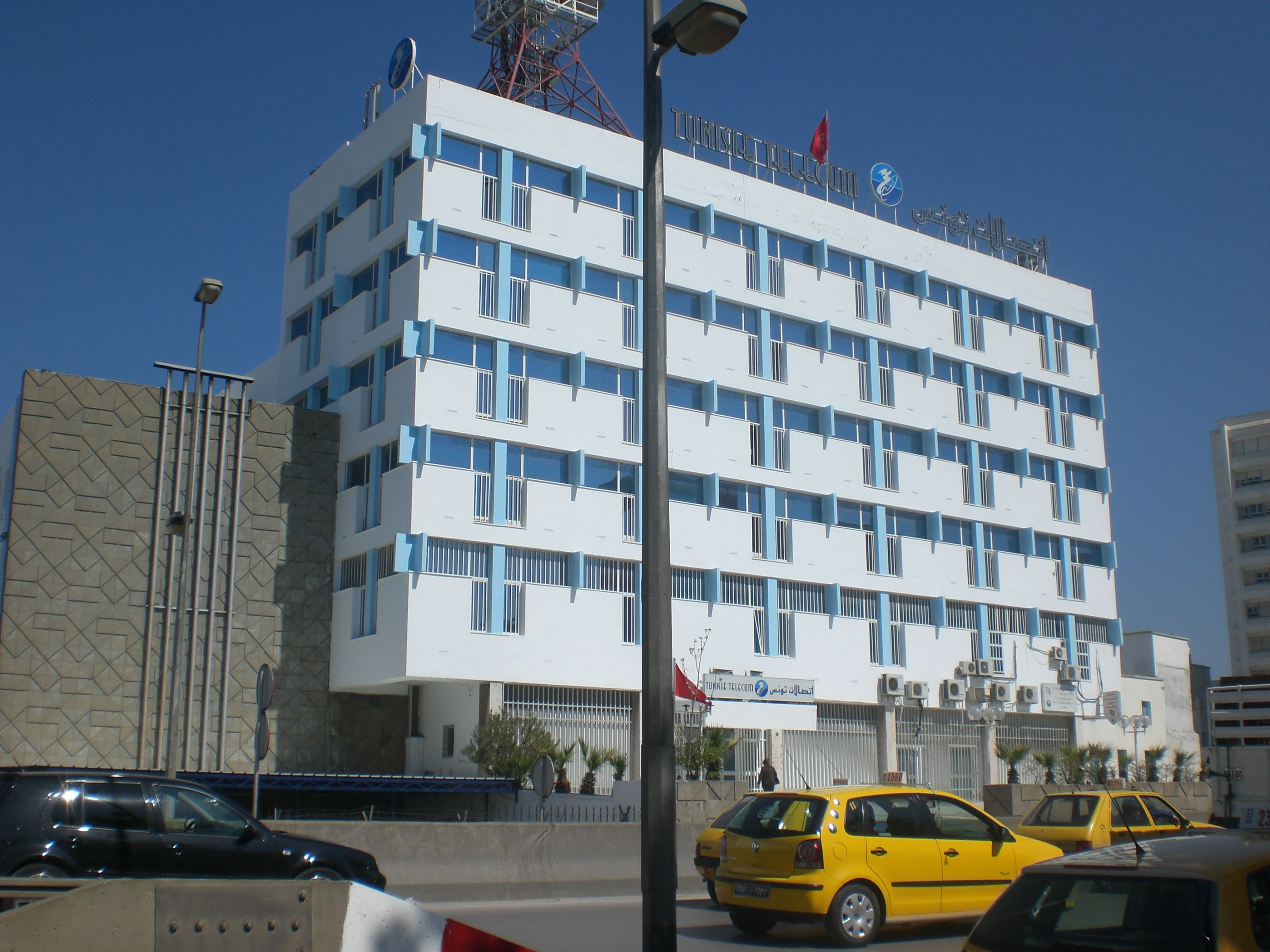
Centrale téléphonique de Tunisie Télécom.

Tunisie Télécom est également un fournisseur d'accès à Internet (Frame Relay, ADSL, X.25, LS, RNIS et WLL pour la téléphonie rurale).
En 2010, Tunisie Télécom lance, en collaboration avec la Poste tunisienne, le service de paiement à distance via mobile MobiDinar.
En novembre 2014, Tunisie Télécom signe un partenariat avec le groupe Khechine qui consiste pour l'entreprise de télécom d'offrir des avantages sur les services du groupe de tourisme, en échange d'une offre de télécommunication avantageuse pour les établissements hôteliers et touristiques du groupe Khechine.
En 2016, Tunisie Télécom signe une convention de partenariat avec l'Ordre des ingénieurs tunisiens, qui permet à ses adhérents de bénéficier d'une panoplie de services de télécommunication.
Le 17 avril 2017, le PDG Nizar Bouguila et le PDG du groupe CARTE (Compagnie d'assurance et de réassurance tuniso-européenne), Hassine Doghri, annoncent avoir signé un partenariat afin d'optimiser les communications fixes de l'assureur.
Fin août 2017, Bouguila et Néji Baghouri, président du Syndicat national des journalistes tunisiens (en) (SNJT), signe un nouvel accord de partenariat qui stipule la fourniture de services de télécommunications par Tunisia Télécom à la SNJT. Cette convention prévoit aussi d'équiper la salle de formation du siège du syndicat avec de nouvelles technologies et, grâce à l'attribution d'un prix spécial annuel, de récompenser « le journalisme d'excellence ».
Le 16 novembre, Tunisie Télécom et la Fondation Almadanya renouvellent leur convention de partenariat et de parrainage, déjà âgée de trois ans, et annoncent leur volonté de se lancer un nouveau challenge pour assurer le transport des élèves des zones éloignées.
Le 6 février 2018, Tunisie Télécom et PROLOGIC Holding, leader du marché des équipements et des services informatiques en Tunisie, annoncent la signature d'un nouveau contrat de partenariat triennal. Toujours en février, Tunisie Télécom lance son offre « Wi-Fi à bord », une action pilote menée en partenariat avec la Société nationale de transport interurbain (SNTRI) pour proposer gratuitement l'accès à Internet via le Wi-Fi dans les bus de la SNTRI.
Le 10 juillet, à Tunis, la direction de Tunisie Télécom et celle de Vodafone annoncent avoir signé un nouvel accord de partenariat.
Le 28 août, le PDG du groupe Hermess, Ali Hermassi, et celui de Tunisie Télécom signent un accord de partenariat plaçant encore plus l'opérateur en tant que leader des services aux entreprises sur le marché tunisien des télécommunications,.
Le 14 mars 2022, Tunisie Télécom signe un accord d'exclusivité avec la société Telecel Group pour la cession de la totalité des actions de la société mauritano-tunisienne de télécommunications Mattel.

## Données financières
Son chiffre d'affaires se monte à 1,1 milliard de dinars en 2016.

## Identité visuelle

1er logo de Tunisie Télécom de 2002 à 2010.
Logo de Tunisie Télécom de 2010 à 2015.
Logo de Tunisie Télécom de 2015 à 2016.
Logo de Tunisie Télécom depuis 2016.